# Reggina 1914
Reggina 1914 talijanski je nogometni klub iz Reggio Calabrije koji se trenutačno natječe u Seriji B.

## Povijest
Klub je osnovan 1914. kao Unione Sportiva Reggio Calabria. Od tada je nekoliko puta mijenjao ime, a sadašnje nosi od 2019. U Seriji A prvi put je igrao u sezoni 1999./00. Nakon što je 2001. ispao u Seriju B, već iduće sezone vraća se u najvišu talijansku nogometnu ligu. Najveći rival im je susjedna Messina, s kojom igraju Derby dello Stretto. Svoje domaće utakmice igra na stadionu Oreste Granillo, a nadimak im je Gli Amaranto.

## Poznati igrači
- Nicola Amoruso
- Rolando Bianchi
- Emiliano Bonazzoli
- Benito Carbone
- Aimo Stefano Diana
- David Di Michele
- Davide Dionigi
- Simone Perrotta
- Andrea Pirlo
- Massimo Taibi
- Giandomenico Mesto
- Pasquale Foggia
- Cristiano Zanetti
- Martin Jiránek
- Mohamed Kallon
- Mozart
- Shunsuke Nakamura
- Carlos Humberto Paredes
- Jorge Vargas
- Damian Álvarez
- Marco Caneira

## Vanjske poveznice
- Službena stranica (tal.) (engl.)